# Papagaio-das-mascarenhas
Papagaio-das-mascarenhas (nome científico: Mascarinus mascarin) é uma espécie extinta de papagaio que era endêmica de Reunião, uma das ilhas Mascarenhas. É o único membro do gênero Mascarinus, termo que faz referência ao arquipélago onde habitava. Sua origem evolutiva não está clara, e duas hipóteses têm competido desde meados do século XIX. Alguns cientistas classificam a espécie na subfamília Coracopsinae (de origem africana) devido a sua plumagem escura, já outros acham que descende de aves asiáticas por causa do bico vermelho, uma característica dos Psittaculinae.
A ave media 35 centímetros de comprimento e possuía um grande bico vermelho e uma área de pele nua, também vermelha, ao redor dos olhos e narinas. Sua cabeça tinha uma máscara facial preta e aveludada. A coloração do corpo, asas e cabeça é controversa. Descrições de papagaios vivos indicam que sua plumagem era cinza, e que a cauda era composta por 12 penas escuras com a base branca, exceto as duas penas medianas, que não tinham esse detalhe na base. Em contraste, as descrições baseadas em espécimes empalhados afirmam que o corpo era marrom e a cabeça azulada, mas não mencionam que as penas centrais da cauda eram completamente escuras. Esta divergência pode ser devido à mudança de cor dos exemplares empalhados, como resultado do envelhecimento e exposição à luz. Muito pouco se sabe sobre o comportamento da ave em vida.
O papagaio-das-mascarenhas foi mencionado pela primeira vez em 1674, e indivíduos vivos foram posteriormente levados à Europa, onde viveram em cativeiro. A espécie foi descrita cientificamente em 1771 pelo famoso naturalista Carlos Lineu. A data e a causa da extinção do papagaio não estão claras. A última menção da ave foi escrita em 1834, e apesar de aceita pela Lista Vermelha da IUCN, é considerada duvidosa por alguns especialistas. É provável que a espécie se extinguiu em cativeiro antes de 1800, e pode ter desaparecido na natureza ainda mais cedo. Apenas dois espécimes empalhados existem hoje, um no Museu de História Natural de Paris, e o outro no Naturhistorisches Museum, em Viena. 

## Taxonomia

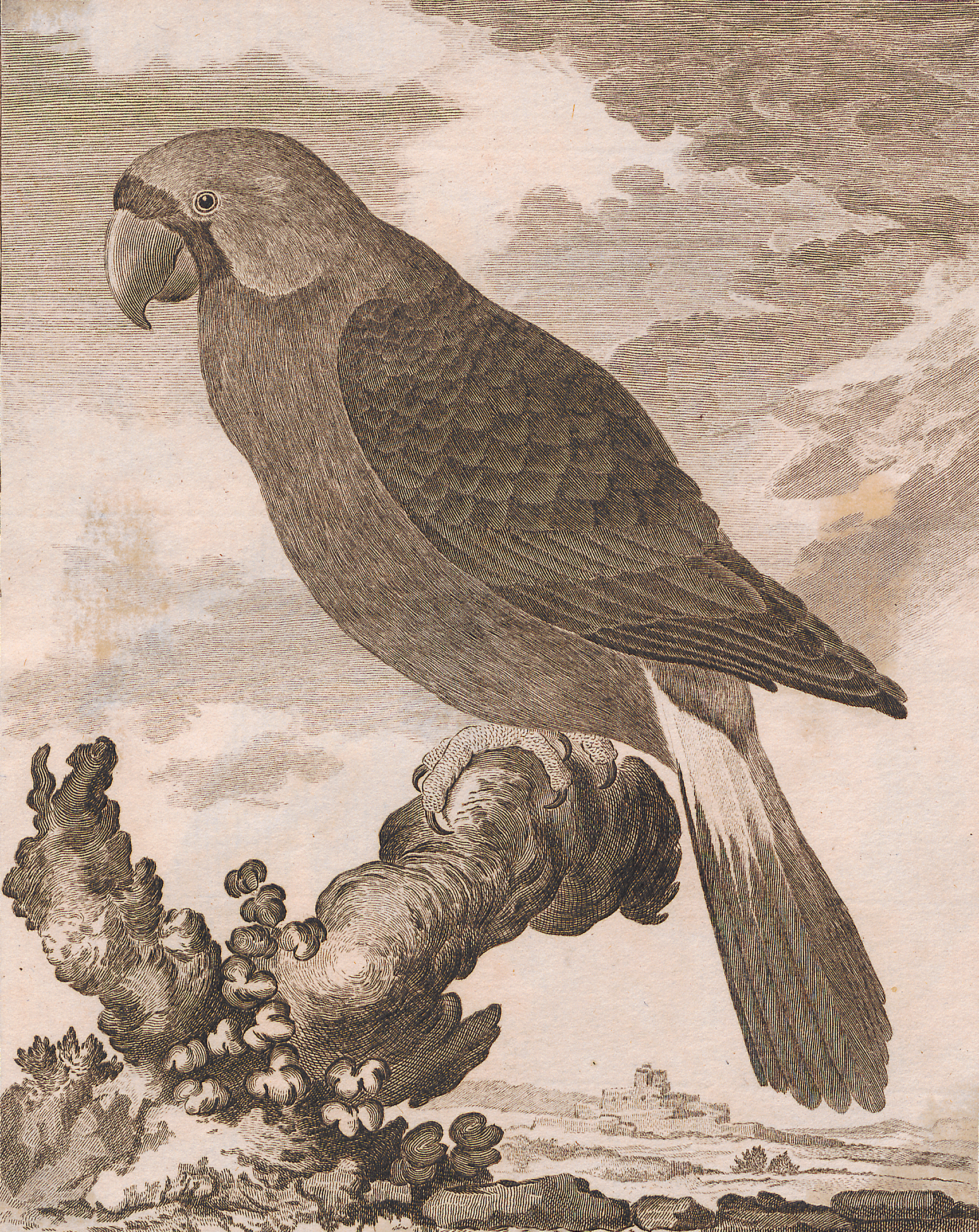
Imagem da ave na obra Histoire Naturelle, do conde de Buffon

O papagaio-das-mascarenhas foi mencionado pela primeira vez pelo viajante francês Sieur Dubois em seu diário de viagem de 1674, e apenas algumas poucas descrições foram feitas antes de ser extinto. Pelo menos três espécimes vivos foram levados para a França no final do século XVIII e mantidos em cativeiro, dois dos quais foram descritos ainda em vida. Atualmente existem dois exemplares empalhados. O holótipo, espécime MNHN 211, está no Museu de História Natural de Paris, enquanto o outro, espécime NMW 50.688, está no Naturhistorisches Museum, em Viena. Este último exemplar foi comprado do Museu Leveriano durante um leilão em Londres em 1806. Um terceiro exemplar empalhado existiu até por volta da virada do século XVIII.
A espécie foi descrita cientificamente como Psittacus mascarinus (abreviado depois para "mascarin") pelo naturalista sueco Carlos Lineu em 1771. Este nome havia sido usado antes pelo zoólogo e filósofo natural francês Mathurin Jacques Brisson em 1760, mas na época não foi concebido como um nome científico. O termo é uma referência às ilhas Mascarenhas, arquipélago nomeado em homenagem a seu descobridor, o português Pedro Mascarenhas.
Os primeiros escritores afirmaram que o papagaio-das-mascarenhas era encontrado em Madagascar, uma ideia que levou o naturalista e ornitólogo francês René Primevère Lesson a cunhar o sinônimo júnior Mascarinus madagascariensis em 1831. Esse novo nome de gênero prevaleceu e, em 1891, quando Tommaso Salvadori o combinou com o epíteto específico, tornou-se um tautônimo (um nome científico que tem as duas partes idênticas). Lesson também incluiu as espécies dos gêneros Tanygnathus e Psittacula nos Mascarinus, mas essa proposta não foi aceita por outros especialistas. No ano seguinte, o herpetologista alemão Johann Georg Wagler criou o gênero Coracopsis para o papagaio-das-mascarenhas (que se tornou Coracopsis mascarina) e o papagaio-preto (Coracopsis nigra). O zoólogo inglês William Alexander Forbes, alegando que mascarinus era um nome específico inválido, uma vez que era idêntico ao nome do gênero, cunhou um novo nome, Mascarinus duboisi, em 1879, em homenagem a Sieur Dubois. O nome binomial foi corrigido de M. mascarinus para M. Mascarin em 2014.

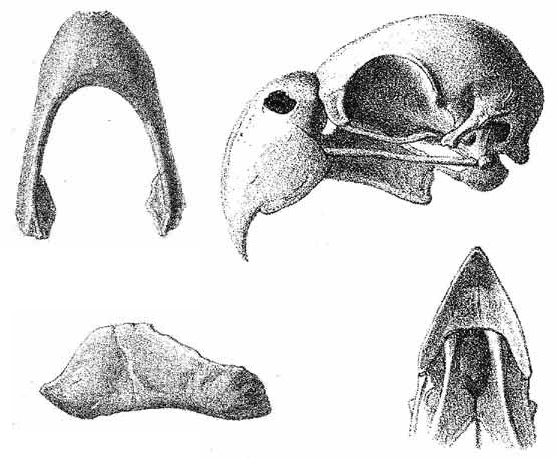
Partes do crânio extraído do espécime de Paris

Um papagaio de plumagem escura não identificado, visto vivo pelo naturalista sueco Fredrik Hasselqvist na África, recebeu o nome de Psittacus obscurus por Lineu em 1758. Mais tarde, em 1766, o próprio Lineu tornou o termo sinônimo do papagaio-das-mascarenhas. Devido a esta associação, alguns autores acreditavam que a ave também vivia nas ilhas Mascarenhas mas a descrição deste papagaio escuro difere daquela do papagaio-das-mascarenhas. Esta discordância levou alguns cientistas a usar combinações, agora inválidas, dos nomes científicos, como Mascarinus obscurus e Coracopsis obscura. O papagaio não identificado pode ter sido, na verdade, um papagaio-cinzento africano (Psittacus erithacus).
Outro exemplar de papagaio sem identificação, de plumagem marrom e alojado na Coleção Real Francesa, foi descrito pelo naturalista conde de Buffon em 1779 na seção do papagaio-das-mascarenhas, na qual ele apontou semelhanças e diferenças entre os dois. O paleontólogo inglês Julian Hume sugeriu a possibilidade de que ele pode ter sido um papagaio-preto, ou então um velho e descolorido papagaio-cinzento-de-maurício (Psittacula bensoni). O espécime está perdido atualmente. O zoólogo e escritor George Robert Gray classificou algumas subespécies de Eclectus roratus, das ilhas Molucas, no gênero Mascarinus em seu livro A List of the Genera of Birds (1840), mas essa proposta foi logo recusada por outros pesquisadores.
Restos subfósseis de papagaios foram posteriormente escavados de grutas na ilha da Reunião. Através de radiografias dos papagaios-das-mascarenhas empalhados que ainda existem, foi possível comparar os ossos desses exemplares com os subfósseis. A análise mostrou que estes tinham dimensões intermediárias, em comparação com os modelos modernos. O papagaio-preto foi introduzido na ilha da Reunião já em 1780, mas, apesar dos ossos do papagaio subfóssil serem semelhantes à espécie em alguns aspectos, eles eram mais parecidos com os do papagaio-das-mascarenhas e considerados como pertencentes a este último.

### Evolução

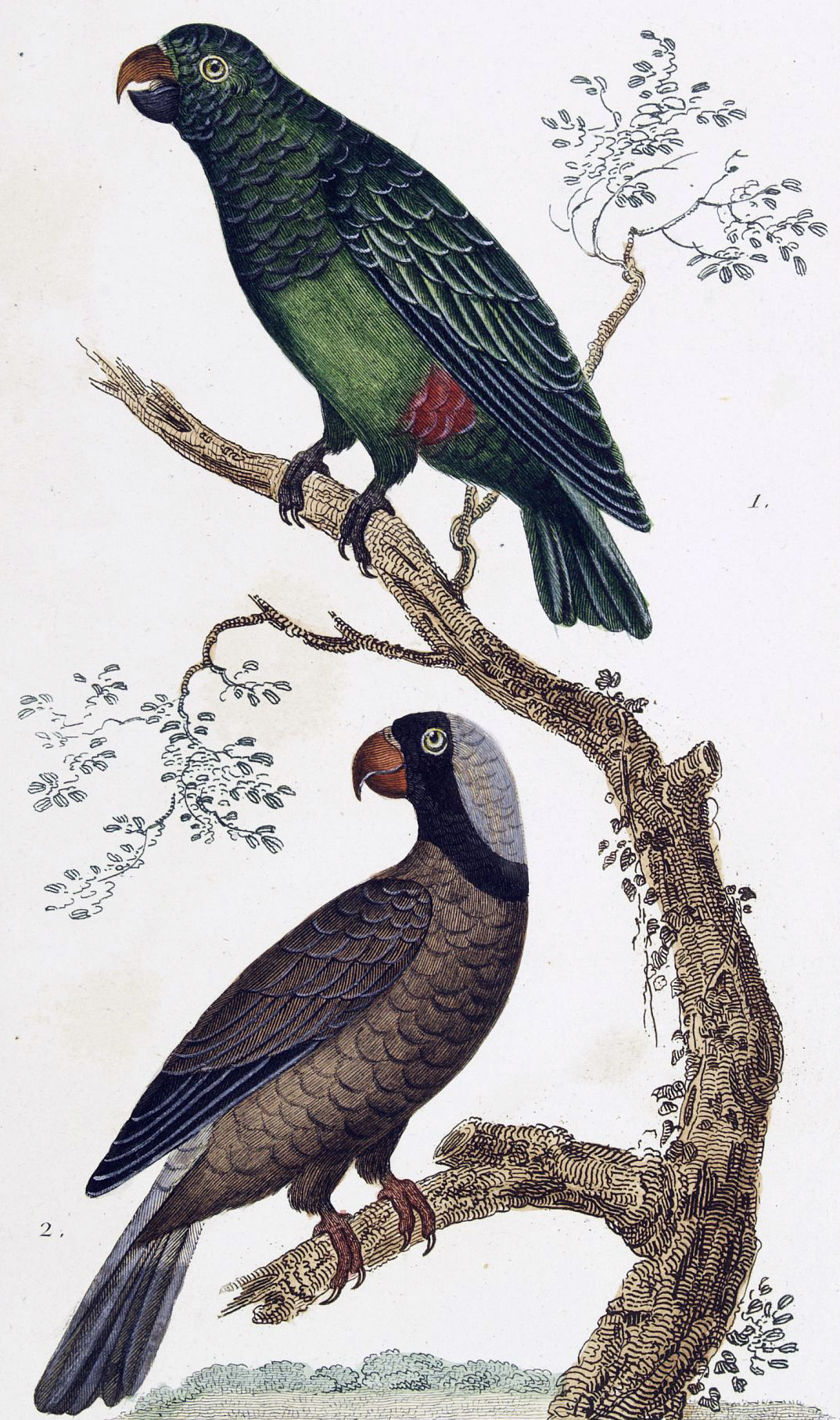
Um papagaio-das-mascarenhas (abaixo) e um papagaio verde sem identificação. Desenho de Jean-Baptiste Massard, 1850

A origem do papagaio-das-mascarenhas não está clara. Duas hipóteses têm competido desde meados do século XIX. Alguns autores classificam a espécie na subfamília Coracopsinae (de origem africana) devido a sua plumagem escura, e outros com os papagaios da subfamília Psittaculinae (de origem asiática) com base no grande bico vermelho, que é uma característica distintiva desse grupo. O seu padrão de plumagem era marcantemente atípico para um Psittaculinae, embora outros membros têm padrões faciais pretos.

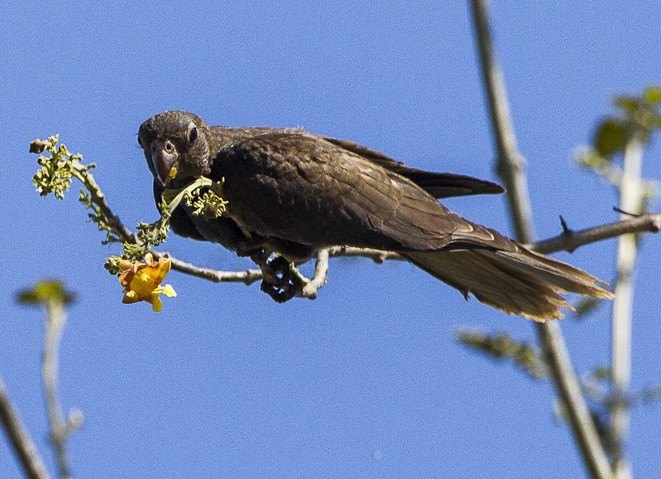
O papagaio-preto de Madagascar é um dos "primos" mais próximos do papagaio-das-mascarenhas

O nível do mar era mais baixo durante o Pleistoceno, de modo que foi possível que algumas espécies colonizassem determinadas ilhas, menos isoladas na época. Embora a maioria das espécies extintas de papagaios das Mascarenhas sejam pouco conhecidas, restos subfósseis mostram que eles compartilhavam algumas características, como cabeças e mandíbulas alargadas, ossos peitorais reduzidos e ossos robustos nas pernas. Hume sugeriu que todos têm uma origem comum, oriunda da radiação da tribo Psittaculini. Essa teoria é baseada nas características morfológicas e no fato de que os papagaios Psittacula conseguiram colonizar muitas ilhas isoladas no Oceano Índico. Os Psittaculini podem ter invadido a área várias vezes, visto que muitas das espécies estavam tão especializadas que podem ter evoluído significativamente em ilhas de pontos quentes antes das Mascarenhas terem emergido do mar.
A ilha vulcânica de Reunião tem três milhões de anos, tempo suficiente para que novos gêneros pudessem evoluir. Contudo, muitas espécies endêmicas podem ter sido dizimadas pela erupção do vulcão Piton des Neiges, que ocorreu entre 300 e 180 mil anos atrás. A maioria das espécies recentes, portanto, provavelmente descende de animais que recolonizaram a ilha a partir de Madagascar ou da África, após este evento. Se o papagaio-das-mascarenhas evoluiu em um gênero distinto antes da erupção, pode ter sido um dos poucos sobreviventes dessa catástrofe.
No entanto, um estudo genético de 2011 concluiu que o papagaio-das-mascarenhas deve ser alocado entre as subespécies do papagaio-preto de Madagascar e ilhas próximas e, portanto, não está relacionado com os papagaios Psittacula. A análise também descobriu que sua linhagem divergiu há 4,6 a 9 milhões de anos, antes da formação da ilha da Reunião, indicando que tal processo deve ter acontecido em outro lugar. O cladograma que acompanha o estudo é mostrado abaixo:
|  | Coracopsis vasa drouhardii (oeste de Madagascar) |
|  |                                                  |
|  | Coracopsis vasa vasa (leste de Madagascar)       |
|  |                                                  |

|  | Coracopsis nigra siblans (Comores)                                                                                           |
|  | |
|  | \| \| Coracopsis nigra nigra (leste de Madagascar) \| \| \| \| \| \| Coracopsis nigra libs (oeste de Madagascar) \| \| \| \| |
|  | |
|  | Coracopsis nigra nigra (leste de Madagascar)                                                                                 |
|  | |
|  | Coracopsis nigra libs (oeste de Madagascar)                                                                                  |
|  | |

|  | Coracopsis nigra nigra (leste de Madagascar) |
|  |                                              |
|  | Coracopsis nigra libs (oeste de Madagascar)  |
|  |                                              |

|  | Coracopsis nigra siblans (Comores)                                                                                           |
|  | |
|  | \| \| Coracopsis nigra nigra (leste de Madagascar) \| \| \| \| \| \| Coracopsis nigra libs (oeste de Madagascar) \| \| \| \| |
|  | |
|  | Coracopsis nigra nigra (leste de Madagascar)                                                                                 |
|  | |
|  | Coracopsis nigra libs (oeste de Madagascar)                                                                                  |
|  | |

|  | Coracopsis nigra nigra (leste de Madagascar) |
|  |                                              |
|  | Coracopsis nigra libs (oeste de Madagascar)  |
|  |                                              |

|  | Coracopsis nigra siblans (Comores)                                                                                           |
|  | |
|  | \| \| Coracopsis nigra nigra (leste de Madagascar) \| \| \| \| \| \| Coracopsis nigra libs (oeste de Madagascar) \| \| \| \| |
|  | |
|  | Coracopsis nigra nigra (leste de Madagascar)                                                                                 |
|  | |
|  | Coracopsis nigra libs (oeste de Madagascar)                                                                                  |
|  | |

|  | Coracopsis nigra nigra (leste de Madagascar) |
|  |                                              |
|  | Coracopsis nigra libs (oeste de Madagascar)  |
|  |                                              |

|  | Coracopsis nigra siblans (Comores)                                                                                           |
|  | |
|  | \| \| Coracopsis nigra nigra (leste de Madagascar) \| \| \| \| \| \| Coracopsis nigra libs (oeste de Madagascar) \| \| \| \| |
|  | |
|  | Coracopsis nigra nigra (leste de Madagascar)                                                                                 |
|  | |
|  | Coracopsis nigra libs (oeste de Madagascar)                                                                                  |
|  | |

|  | Coracopsis nigra nigra (leste de Madagascar) |
|  |                                              |
|  | Coracopsis nigra libs (oeste de Madagascar)  |
|  |                                              |

|  | Coracopsis vasa drouhardii (oeste de Madagascar) |
|  |                                                  |
|  | Coracopsis vasa vasa (leste de Madagascar)       |
|  |                                                  |

|  | Coracopsis nigra siblans (Comores)                                                                                           |
|  | |
|  | \| \| Coracopsis nigra nigra (leste de Madagascar) \| \| \| \| \| \| Coracopsis nigra libs (oeste de Madagascar) \| \| \| \| |
|  | |
|  | Coracopsis nigra nigra (leste de Madagascar)                                                                                 |
|  | |
|  | Coracopsis nigra libs (oeste de Madagascar)                                                                                  |
|  | |

|  | Coracopsis nigra nigra (leste de Madagascar) |
|  |                                              |
|  | Coracopsis nigra libs (oeste de Madagascar)  |
|  |                                              |

|  | Coracopsis nigra siblans (Comores)                                                                                           |
|  | |
|  | \| \| Coracopsis nigra nigra (leste de Madagascar) \| \| \| \| \| \| Coracopsis nigra libs (oeste de Madagascar) \| \| \| \| |
|  | |
|  | Coracopsis nigra nigra (leste de Madagascar)                                                                                 |
|  | |
|  | Coracopsis nigra libs (oeste de Madagascar)                                                                                  |
|  | |

|  | Coracopsis nigra nigra (leste de Madagascar) |
|  |                                              |
|  | Coracopsis nigra libs (oeste de Madagascar)  |
|  |                                              |

|  | Coracopsis nigra siblans (Comores)                                                                                           |
|  | |
|  | \| \| Coracopsis nigra nigra (leste de Madagascar) \| \| \| \| \| \| Coracopsis nigra libs (oeste de Madagascar) \| \| \| \| |
|  | |
|  | Coracopsis nigra nigra (leste de Madagascar)                                                                                 |
|  | |
|  | Coracopsis nigra libs (oeste de Madagascar)                                                                                  |
|  | |

|  | Coracopsis nigra nigra (leste de Madagascar) |
|  |                                              |
|  | Coracopsis nigra libs (oeste de Madagascar)  |
|  |                                              |

|  | Coracopsis nigra siblans (Comores)                                                                                           |
|  | |
|  | \| \| Coracopsis nigra nigra (leste de Madagascar) \| \| \| \| \| \| Coracopsis nigra libs (oeste de Madagascar) \| \| \| \| |
|  | |
|  | Coracopsis nigra nigra (leste de Madagascar)                                                                                 |
|  | |
|  | Coracopsis nigra libs (oeste de Madagascar)                                                                                  |
|  | |

|  | Coracopsis nigra nigra (leste de Madagascar) |
|  |                                              |
|  | Coracopsis nigra libs (oeste de Madagascar)  |
|  |                                              |

Outro grupo de cientistas reconheceu mais tarde tais resultados, mas ressaltou que a amostra usada pode estar danificada e que são necessárias mais análises antes desse tema ser considerado totalmente esclarecido. Eles também observaram que se for confirmada a incorporação do Mascarinus dentro do gênero Coracopsis, este último deve se tornar um sinônimo júnior, uma vez que o primeiro nome é mais velho. O paleontólogo Julian Hume expressou surpresa com estes resultados devido às semelhanças anatômicas entre o papagaio-das-mascarenhas e outros papagaios das ilhas apontados como membros dos Psittaculinae. Ele também frisa que não há nenhuma evidência fóssil de outras ilhas para apoiar a hipótese de que a espécie evoluiu em outros lugares antes de chegar à ilha da Reunião.

## Descrição

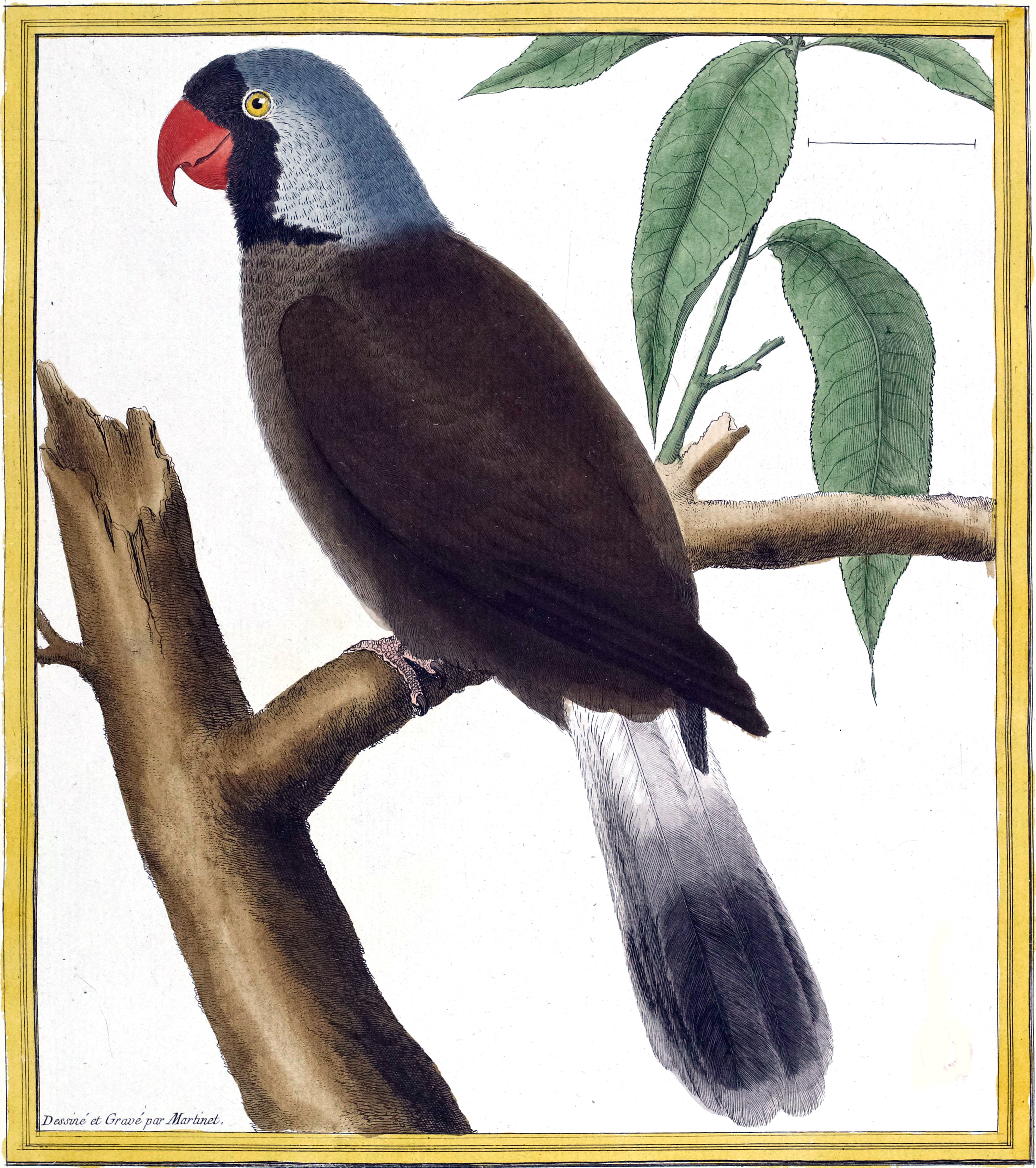
Ilustração de François-Nicolas Martinet (1779) mostrando a cabeça azulada e o corpo marrom

O papagaio-das-mascarenhas media 35 centímetros de comprimento. As asas tinham 21,1 centímetros, a cauda 14,4 a 15,2 centímetros, o cúlmen (comprimento dorsal do bico, da base até a ponta) 3,2 a 3,6 centímetros, e o tarso 2,2 a 2,4 centímetros. Seu bico era grande e vermelho, e as penas da cauda arredondadas e moderadamente longas. Possuía uma máscara facial preta e aveludada sobre a parte frontal da cabeça. As cores do corpo, asas, penas da cauda e da cabeça foram descritas e representadas de diversas maneiras ao longo da história. Em 1674, Dubois descreveu espécimes vivos como sendo "petit-gris", que é a tonalidade da pelagem de inverno (mais escura) do esquilo-vermelho. Tal cor é descrita como marrom escuro ou cinza-enegrecido.
Em 1760, o francês Mathurin Jacques Brisson publicou a seguinte descrição com base em um papagaio cativo (que pode ter sido o exemplar preservado atualmente em Paris):
A parte de cima da cabeça e o pescoço são cinza-claro. Dorso, traseira, área inferior do pescoço, peito, abdome, laterais, pernas, penas escapulares e as que recobrem a cauda são cinzas. Penas da asa da mesma cor. A cauda é composta por 12 penas: as duas medianas têm uma tonalidade cinza bastante escura. As das laterais são todas da mesma cor, exceto por terem um pouco de branco na base. Os olhos são rodeados por uma área de pele nua e vermelho-brilhante. Pupila negra, íris vermelha. A base da metade superior do bico também está rodeada por uma pele nua vermelha, onde as narinas estão implantadas. Bico igualmente vermelho. Pernas cor de carne pálida. Garras marrom-acinzentadas. Não tenho conhecimento em quais país é encontrado. Eu já o vi vivendo em Paris.
Em vez de cinza, vários autores mais tarde descreveram o corpo como marrom e a cabeça como lilás-azulado, com base em espécimes empalhados, e essa se tornou a imagem ortodoxa da ave. Papagaios vivos não foram descritos com essas cores. Hume propôs que tal coloração é um artefato dos espécimes taxidermizados envelhecidos e expostos à luz, que do cinza e preto podem depois parecer marrons. Algo semelhante aconteceu com um exemplar do cardeal Spiza americana que era cinza e ficou marrom, e que por isso chegou a ser descrito como uma espécie separada, Spiza townsendi. Os dois exemplares existentes de papagaio-das-mascarenhas também diferem na coloração. O espécime de Paris tem a cabeça azul-acinzentada, e o corpo marrom, mais pálido nas partes inferiores. Suas penas da cauda e asas foram bastante danificadas por ácido sulfúrico numa tentativa de fumigação na década de 1790. O espécime de Viena é marrom pálido na cabeça e no corpo em geral, com uma distribuição irregular de penas brancas na cauda, dorso e asas. Em 2017, o ornitólogo australiano Joseph Forshaw afirmou que é difícil aceitar que todas as ilustrações que mostravam a cor marrom estavam erradas; ele acha mais provável que o marrom tivesse apenas perdido intensidade, do que a cor tenha mudado do cinza para o marrom. Disse ainda que, quando as primeiras ilustrações conhecidas da ave foram feitas, é improvável que as penas já tivessem desbotado por causa da exposição à luz. Ele também duvidava que a má dieta dos papagaios engaiolados os tornasse consistentemente marrons e, por tudo isso, aceitava a cor marrom da "imagem ortodoxa" da ave.

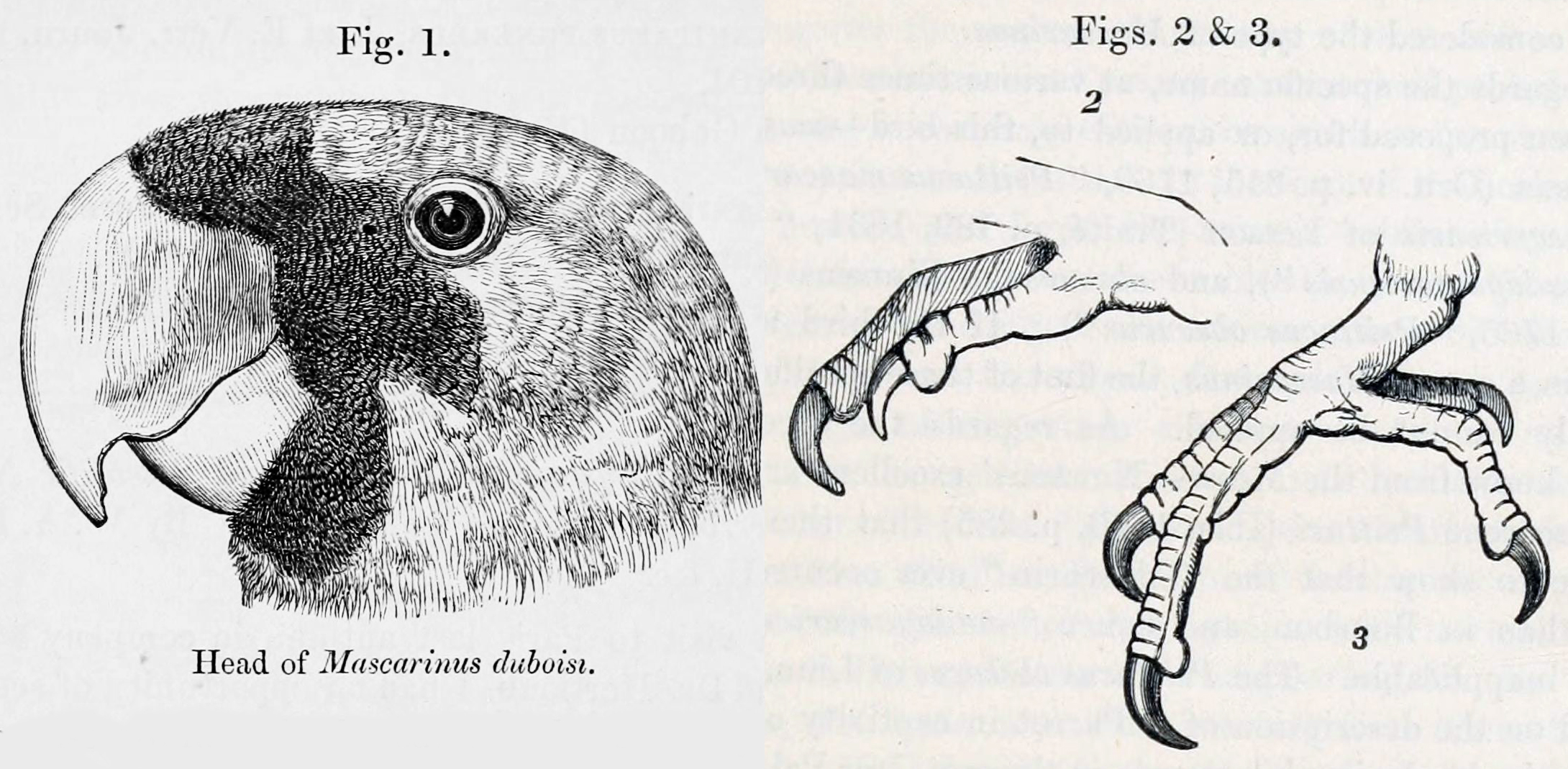
Cabeça (após remoção do crânio) e pés do espécime de Paris

A confusão sobre a coloração do papagaio-das-mascarenhas também foi reforçada por uma gravura do naturalista francês François-Nicolas Martinet contida na obra de Buffon Histoire Naturelle Des Oiseaux (1779), a primeira ilustração colorida desta espécie. Ela mostra a ave com uma plumagem marrom e a cabeça púrpura, e a intensidade dessas cores difere consideravelmente entre as cópias do livro, consequência de ter sido colorida a mão por muitos artistas diferentes que trabalharam na oficina de Martinet. Dentre as várias cópias, o corpo varia de castanho a chocolate-acinzentado, a cauda de cinza claro a castanho-acinzentado escuro, e a cabeça de cinza-azulado a cinza-claro. A figura também não mostra as duas penas centrais da cauda sem a base branca (um detalhe descrito por Brisson), e essas características foram repetidas por artistas subsequentes. A ilustração de Martinet e a descrição de Buffon provavelmente são baseadas no exemplar de Paris.
Em 1879, Forbes afirmou que a cera da ave estava coberta por penas que escondiam as narinas. Isto contradiz outros relatos que mencionam que as narinas eram rodeadas por pele vermelha. Forbes baseou sua descrição no espécime de Paris que antes tinha tido seu crânio e mandíbula removidos para estudo pelo ornitólogo francês Alphonse Milne-Edwards. Tal procedimento pode ter levado a uma distorção da forma da cabeça e das narinas, como indicado pela ilustração no artigo de Forbes.

## Comportamento e ecologia

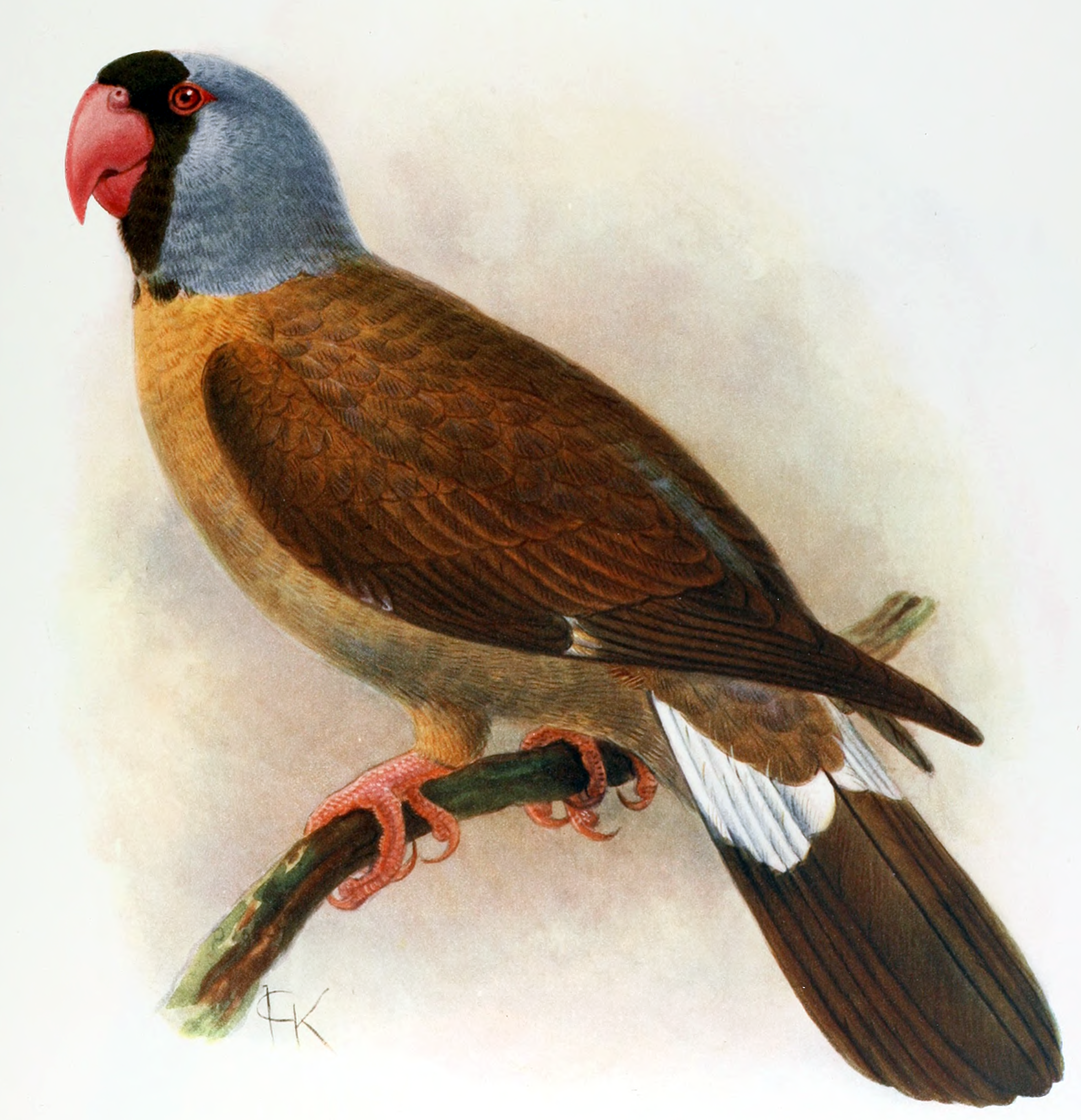
Ilustração John Gerrard Keulemans (1907) com base no exemplar de Paris

Muito pouco se sabe sobre o papagaio-das-mascarenhas em vida. Uma vez que vários espécimes foram mantidos vivos em cativeiro, eles provavelmente não exigiam uma alimentação selecionada. O espécime de Viena, que era parcialmente branco, pode ter ficado assim devido a deficiência de alimentos durante um longo período em cativeiro; as penas primárias das asas cortadas indicam que foi engaiolado. Pouco se sabia sobre a dieta do papagaio em 1700, e o exemplar de Viena pode não ter recebido alimentos com quantidades adequadas do aminoácido tirosina, uma substância necessária para a síntese de melanina. Em outros papagaios, isso resultaria em penas de cor laranja, ao invés de brancas, devido à presença do pigmento psitacina, mas os papagaios Coracopsis e o papagaio-das-mascarenhas são os únicos  que não possuem tal pigmento. O espécime chegou a ser descrito como "parcialmente albino", embora o albinismo verdadeiro, por definição, jamais pode existir de forma "parcial".
Em 1705, Jean Feuilley descreveu papagaios que habitavam Reunião e alguns aspectos de sua ecologia:
Existem vários tipos de papagaios, de diferentes tamanhos e cores. Alguns são do tamanho de uma galinha, cinzentos, com o bico vermelho [papagaio-das-mascarenhas]; outros de mesma cor tem o tamanho de um pombo [papagaio-cinzento-de-maurício], e ainda outros, menores e verdes [periquito-de-reunião]. Ocorrem em grande quantidade, especialmente na área de Sainte-Suzanne e nas encostas das montanhas. Eles são muito bons para comer, especialmente quando estão gordos, o que ocorre a partir do mês de junho até setembro, pois nessa época as árvores produzem uma determinada semente selvagem da qual estas aves se alimentam.
O papagaio-das-mascarenhas pode ter habitado Maurício: um relato do século XVII do viajante inglês Peter Mundy, fala sobre "papagaios avermelhados". Esta é uma possibilidade, uma vez que a ilha da Reunião e Maurício compartilham alguns tipos de animais, mas nenhuma evidência fóssil foi descoberta ainda.
Muitas outras espécies endêmicas de Reunião foram extintas após a chegada do homem e das alterações resultantes no ecossistema da ilha. O papagaio-das-mascarenhas viveu ao lado de outras aves recentemente extintas, como o Fregilupus varius, o íbis-terrestre-de-reunião, o periquito-de-reunião, o Porphyrio coerulescens, a coruja Mascarenotus grucheti, o Nycticorax duboisi, e o Nesoenas duboisi. Répteis extintos incluem a tartaruga gigante Cylindraspis indica e um tipo de lagarto Leiolopisma. A Pteropus subniger e o Tropidophora carinata viveram na ilha da Reunião e Maurício, mas desapareceram de ambas as ilhas.

## Extinção

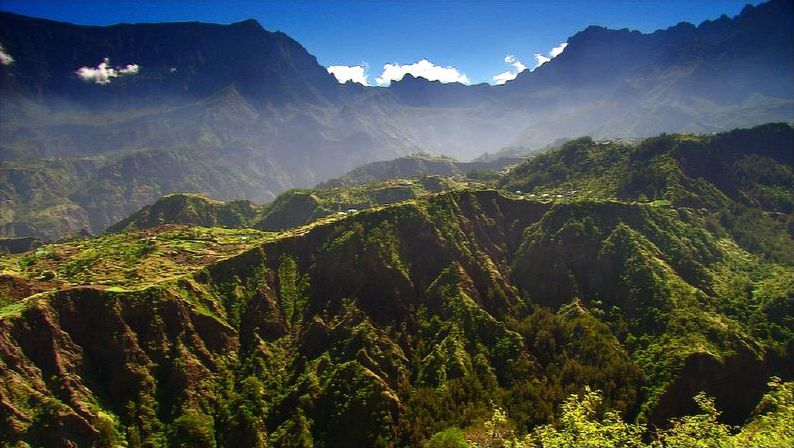
Floresta em área montanhosa da ilha da Reunião (2006)

Das oito ou mais espécies de psitacídeos endêmicos das ilhas Mascarenhas, apenas o periquito-de-maurício conseguiu sobreviver até os dias atuais. Todos os outros foram extintos possivelmente pela combinação de dois fatores: caça excessiva e desmatamento. A causa e a data de extinção do papagaio-das-mascarenhas é incerta. Em 1834, o zoólogo alemão Carl Wilhelm Hahn publicou um relato, citado com frequência por especialistas, de um exemplar vivo da espécie de posse do rei Maximiliano I José da Baviera. A ave devia estar muito velha na época, e Hahn afirmou que uma ilustração foi feita com base nesse espécime. A Lista Vermelha da União Internacional para a Conservação da Natureza e dos Recursos Naturais aceita este relato de 1834 como a última menção a um indivíduo vivo da espécie.

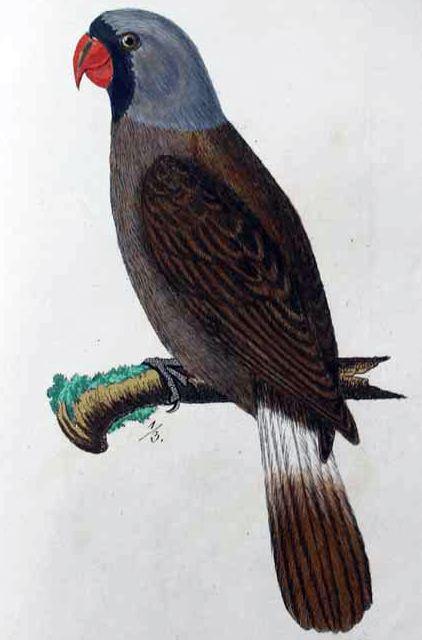
Essa ilustrução, feita por Carl Wilhelm Hahn em 1834, pode ter sido baseada no desenho de Martinet

A veracidade da afirmação de Hahn foi questionada já em 1876, e a ilustração parece ser plagiada da gravura de François-Nicolas Martinet, que havia sido publicado pelo menos 50 anos antes. Depois que o rei Maximiliano morreu em 1825, sua coleção foi leiloada, mas nenhum papagaio-das-mascarenhas foi mencionado na lista de inventário de espécies. Hahn não mencionou a data em que ele realmente viu o papagaio, o que pode ter ocorrido muito antes de 1834. No entanto, o fato da imagem de Martinet ter sido copiada e de não existir nenhum espécime empalhado (pois uma ave tão rara como aquela provavelmente teria sido preservada) faz com que o relato de Hahn seja considerado duvidoso. Ele pode ter baseado sua descrição em outras fontes, ou até mesmo em boatos.
Se a menção de Hahn for desconsiderada, o papagaio-das-mascarenhas provavelmente se extinguiu antes de 1800. O último avistamento registrado de indivíduos selvagens em Reunião é da década de 1770. Acredita-se que quando a espécie foi extinta na natureza, ainda havia exemplares em cativeiro na Europa, uma vez que são conhecidos espécimes vivendo por lá após a última menção das aves selvagens. Na década de 1790, o explorador e naturalista francês François Levaillant afirmou que o papagaio era raro e que tinha visto três exemplares na França.
Um dos últimos avistamentos definitivos de espécimes vivos é a descrição de 1784 de autoria de Mauduyt, com base em aves de cativeiro:
O Mascarin é encontrado na ilha Bourbon [antigo nome de Reunião]; vi vários deles vivos em Paris, eram aves bastante dóceis; eles tinham a seu favor apenas o bico vermelho contrastando agradavelmente com o fundo escuro de sua plumagem; eles não tinham aprendido a falar.
Contrariamente às alegações de Feuilley, Dubois mencionou que o papagaio-das-mascarenhas não era comestível, o que pode ter levado os visitantes de Reunião a simplesmente ignorá-lo. Foi o último dos papagaios nativos da ilha da Reunião a ser extinto. A única espécie de ave endêmica de Reunião que desapareceu após o papagaio-das-mascarenhas foi o estorninho Fregilupus varius, em meados do século XIX.